# 2-propoxyethanol
2-propoxyethanol is een ontvlambare organische verbinding met als brutoformule C5H12O2. De stof komt voor als een olie-achtige kleurloze vloeistof met een kenmerkende geur, die mengbaar is met water.

## Toepassingen
2-propoxyethanol wordt gebruikt als oplosmiddel, als hydraulische vloeistof en als antivriesmiddel.

## Toxicologie en veiligheid
2-propoxyethanol reageert met sterk oxiderende stoffen, waardoor explosieve en ontvlambare dampmengsels kunnen ontstaan.
De stof is irriterend voor de ogen, de huid en de luchtwegen. Ze kan effecten hebben op het bloed, met als gevolg beschadiging van bloedcellen.